# Adaltrude
Pour les articles homonymes, voir Adaltrude (homonymie).
Adaltrude ou Adeltrude est une noble franque de la fin du VIIe siècle et du début du VIIIe siècle, fille de Berchaire, maire du palais de Neustrie, et épouse de Drogon, duc de Champagne.

## Biographie
Elle est fille de Berchaire, maire du palais de Neustrie de 686 à 688 et d'Anstrude, elle-même fille de Waratton, maire du palais de Neustrie de 680 à 686 et d'Anseflède. Il y a bien la Gesta Fontanellensium qui qualifie Adaltrude, femme de Drogon, de fille de Waratton et de sa femme Anseflède (« filia Warattonis [et] Ansfledis coniugis eius »), mais ce lien n'est pas pris en compte.
Depuis la mort de Clovis, il y avait toujours eu un antagonisme entre l'Austrasie, ancien royaume des Francs ripuaires qui étaient restés plutôt barbares et la Neustrie, l'ancien fœdus des Francs saliens, qui s'était étendu vers la Gaule romaine et qui s'était romanisée. Ces différends s'étaient intensifiés au cours des guerres entre les reines Frédégonde et Brunehilde, à tel point que même lorsque Clotaire II, roi de Neustrie, avait réunifié les royaumes francs, il avait dû nommer un roi particulier pour l'Austrasie, en la personne de son fils Dagobert Ier, qui ayant succédé à son père, avait dû faire de même,.
Depuis, même si les rois mérovingiens étaient des fantoches placés sur le trône par les maires du palais, la Neustrie et l'Austrasie avaient leurs maires particuliers. En 679, le maire du palais de Neustrie est Ebroïn, tandis que celui d'Austrasie est Pépin de Herstal. Pépin de Herstal tente alors d'envahir la Neustrie, mais il est battu à Laon. Peu après, Ebroïn est assassiné en 681 par un seigneur franc, Ermenfroi, qui se réfugie à la cour d'Austrasie. Il est remplacé par son parent Waratton qui ne cherche pas à faire la guerre à l'Austrasie, mais qui est brièvement renversé par son fils Ghislemar, lequel attaque l'Austrasie, mais est tué. Waratton redevient maire du palais, mais meurt en 686 et est remplacé par son gendre Berchaire, qui est battu par Pépin à Tertry en 687,.
C'est alors qu'Ansflède, veuve de Waratton, prend les choses en main, fait assassiner son gendre et négocie la paix avec Pépin. Pour renforcer le traité, ils conviennent de marier Drogon, fils de Pépin à Adaltrude, fille de Berchaire.
Drogon duc de Champagne et Adaltrude ont eu pour enfants, :
- Arnulf († 723), cité comme duc en 704 et en 723 quand il se révolte contre Charles Martel ;
- Hugues († 730), abbé de Saint-Denis, de Fontenelle et de Jumièges, archevêque de Rouen en 719, évêque de Paris et de Bayeux en 723 ;
- Pépin († 723), cité avec ses frères dans une charte de 715 et en 723 quand il se révolte contre Charles Martel ;
- Godefried, cité avec ses frères dans une charte de 715 et en 723 quand il se révolte contre Charles Martel.

Drogon meurt en 708. On ne sait ce qu'est alors devenue Adaltrude, qui meurt probablement, car c'est sa grand-mère Ansflède qui élève ses enfants.